# Schloss Böchingen
Das Schloss Böchingen ist ein Bauwerk in Böchingen. Es steht unter Denkmalschutz.

## Lage
Das Bauwerk befindet sich inmitten des Siedlungsgebiets der Ortsgemeinde und trägt die Adresse Hauptstraße 27, wobei es eigentlich in einer Seitenstraße liegt, die offiziell Bestandteil ersterer ist. Die unweit liegende Hauptstraße im engeren Sinne ist mit der Landesstraße 513 identisch.

## Geschichte
Die Institution wurde im Laufe ihrer Geschichte mehrfach wieder aufgebaut. Eine an dieser Stelle befindliche Burg wurde 1525 im Bauernkrieg zerstört und danach erneut errichtet, ehe dieser Neubau Opfer des Dreißigjährigen Kriegs wurde. Im 17. oder 18. Jahrhundert wurde die aktuelle Schlossanlage errichtet. 1767 belehnte der Pfälzischer Kurfürst Karl Theodor den Freiherrn von Reibold mit dem Schloss und dem ganzen Dorf.
Nach dem Zweiten Weltkrieg beherbergte es zunächst eine Winzergenossenschaft, ehe es ab 1961 Sitz einer Sektkellerei wurde, die später von der Sektkellerei Schloss Wachenheim übernommen wurde und ihren Betrieb im Jahr 2008 einstellte. Mittlerweile befindet sich das Gebäude in Privatbesitz.

## Architektur
Beim Schloss handelt es sich um einen dreigeschossigen, spätbarocken Walmdachbau, der aus der führen Neuzeit stammt. Der Torbogenschlussstein ist mit der Jahreszahl 1599 bezeichnet.